# Gerebenc
Gerebenc (szerbül Гребенац / Grebenac, románul Grebenăţ) település Szerbiában, a Dél-bánsági körzetben, a fehértemplomi községben.

## Fekvése
Fehértemplomtól nyugatra, a Karas jobb partján, Temesváralja és Gajtás között fekvő település.

## Története
Gerebenc nevét 1341-ben említette először oklevél, 1390-ben pedig már várát is megemlítették. A település a középkorban Krassó vármegyéhez tartozott.
Az 1600-as években valószínűleg elpusztult, mert az 1690-1700. közötti összeírásban azonban nem fordult elő.
Az 1717. évi kamarai jegyzékben Krebanak néven jegyezték fel, 28 házzal. Neve szerepelt a Mercy-féle térképen is Grebenitz alakban.
1770-ben a német–illír határőrezred területéhez csatolták; az ezred kettéválása után, Grebenácz néven a német határőrezrednél maradt, majd később az illír–bánsági katonai határőrvidékhez tartozott, majd 1873-ban Temes vármegyéhez csatolták.
Gerebenc határának egyik dűlőjét még az 1900-as évek elején is Kisvárnak, a másikat Nagyvárnak nevezték; az utóbbinak a helyén lehetett az a vár, a melyről az 1390. évi oklevél megemlékezik.
1910-ben 2478 lakosából 20 fő magyar, 33 fő német, 2292 fő román, 68 fő szerb 1 fő tót, 29 fő egyéb anyanyelvű volt. Ebből 50 fő római katolikus, 1 fő görögkatolikus, 1 fő református, 6 fő ág. hitv. evangélikus, 2336 fő görögkeleti ortodox, 2 fő izraelita, 47 fő egyéb (felekezeten kívüli, nazarénus) volt. Írni és olvasni 763 lakos tudott, magyarul 91 fő tudott.
A trianoni békeszerződés előtt Temes vármegye Fehértemplomi járásához tartozott.

## Népesség

### Demográfiai változások
| 1948 | 1953 | 1961 | 1971 | 1981 | 1991 | 2002 | 2011           |
| ---- | ---- | ---- | ---- | ---- | ---- | ---- | -------------- |
| 2127 | 2173 | 2129 | 2040 | 1893 | 1608 | 1017 | 1017 fő (2002) |

## Híres emberek
- Itt született 1922. június 29-én Vasko Popa szerb költő

## Jegyzetek

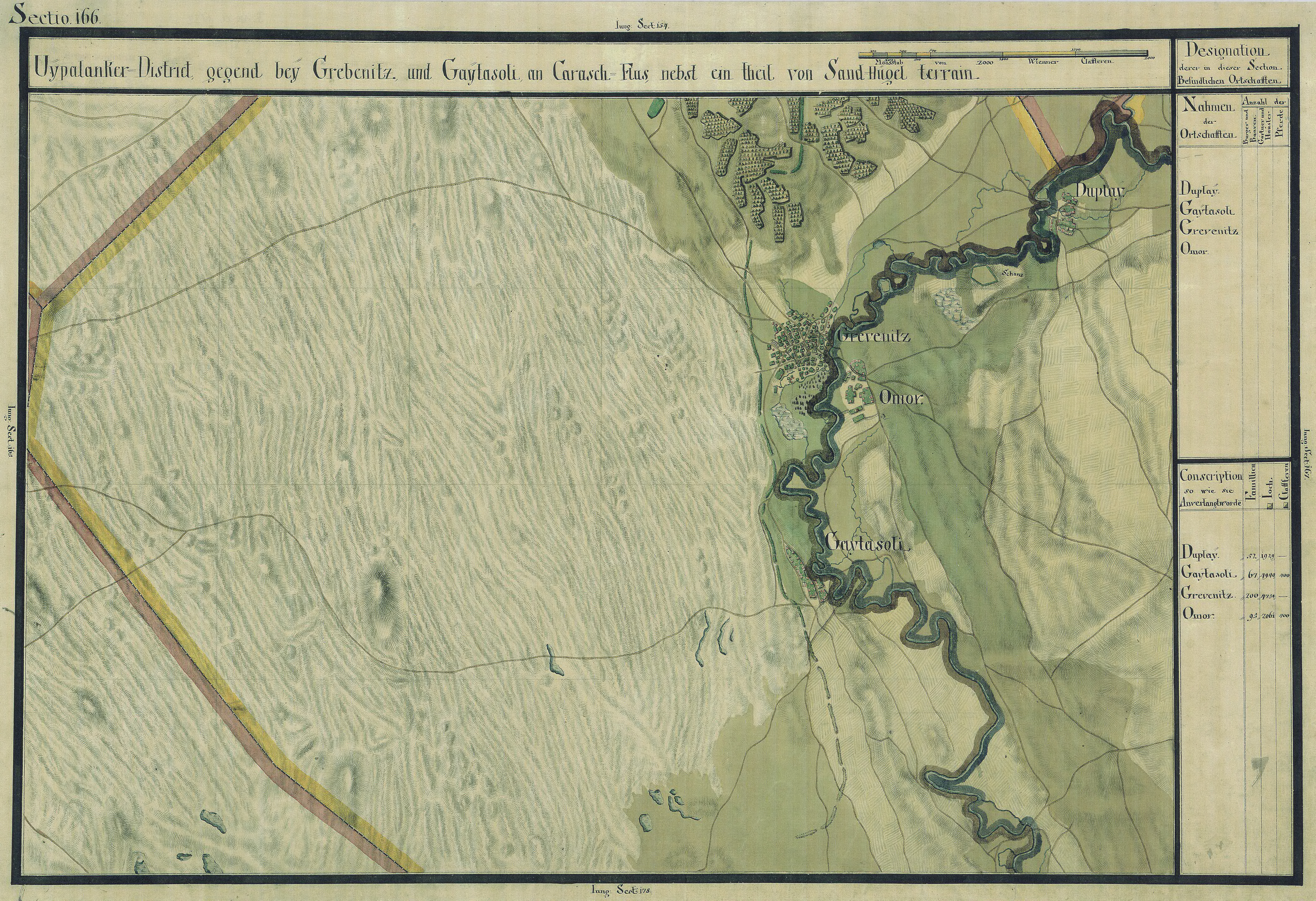
Gerebenc egy régi térképen